# Статуя писца Мааниамона
Статуя писца Мааниамона в отделе Древнего Египта Государственного Эрмитажа, вероятно, относится к правлению Аменхотепа II (XV век до н. э.). Инвентарный номер 741, изначально происходила из коллекции Голенищева.

## Описание
В Эрмитаже хранится известняковая статуя с изображением Мааниамона.
Она исполнена в типе кубовидных скульптур, изображавших человека, сидящего так, что натянутая одежда скрывала пропорции тела. Высота с базой 0,367 м, ширина базы 0,201 м. Статуя относится к XV веку до н. э., описана М. Э. Матье в 1931 году.
Писец изображён в парике, разделённом прядями, характерным для XVIII династии. Лицо тщательной работы, изображена искусственная (подвязная) бородка. Брови и веки выделены краской, а не рельефной работой, отмечены также складки около носа. Лицо и руки окрашены в красновато-коричневый цвет, волосы, веки и зрачки — чёрные, белки глаз выделены белой краской. Черты лица близки к лицам статуй Аменхотепа II, что даёт дополнительное основание для датировки. Частные лица, занимавшие высокое положение при дворе, стремились воспроизводить черты правящего фараона в своих статуях; этот обычай фиксируется со времён Среднего царства. У статуи Мааниамона повреждено левое колено, поверхность потёрта, во многих местах сошла краска.
На одежде шесть строк иероглифической надписи, содержащей стандартную заупокойную молитву Амону-Ра и Осирису; начало трёх строк не сохранилось, но текст реконструируется по имеющимся аналогам:

«[Дары, которые царь дает] Амону-Ра, царю богов, и Осирису, вождю Запада, богу великому, владыке вечности, да дадут они жертвы хлебом, пивом, быками, гусями, одеждой, ладаном, благовонными мазями, маслом, вином, молоком, всякими прекрасными чистыми вещами, всякими цветущими приношениями, вдыханием сладостного северного ветра — для Ка, писца счёта зерна Мааниамона, сына начальника ювелиров Тхутихотепа, рождённого госпожой дома Дидиу».
Поза статуи восходит к изображениям жрецов Древнего царства, с эпохи Среднего царства данная поза применялась и к изображениям частных лиц. Для статуи Мааниамона характерна реалистическая передача силуэта фигуры, туловище заметно шире в коленях и суживается к ступням.

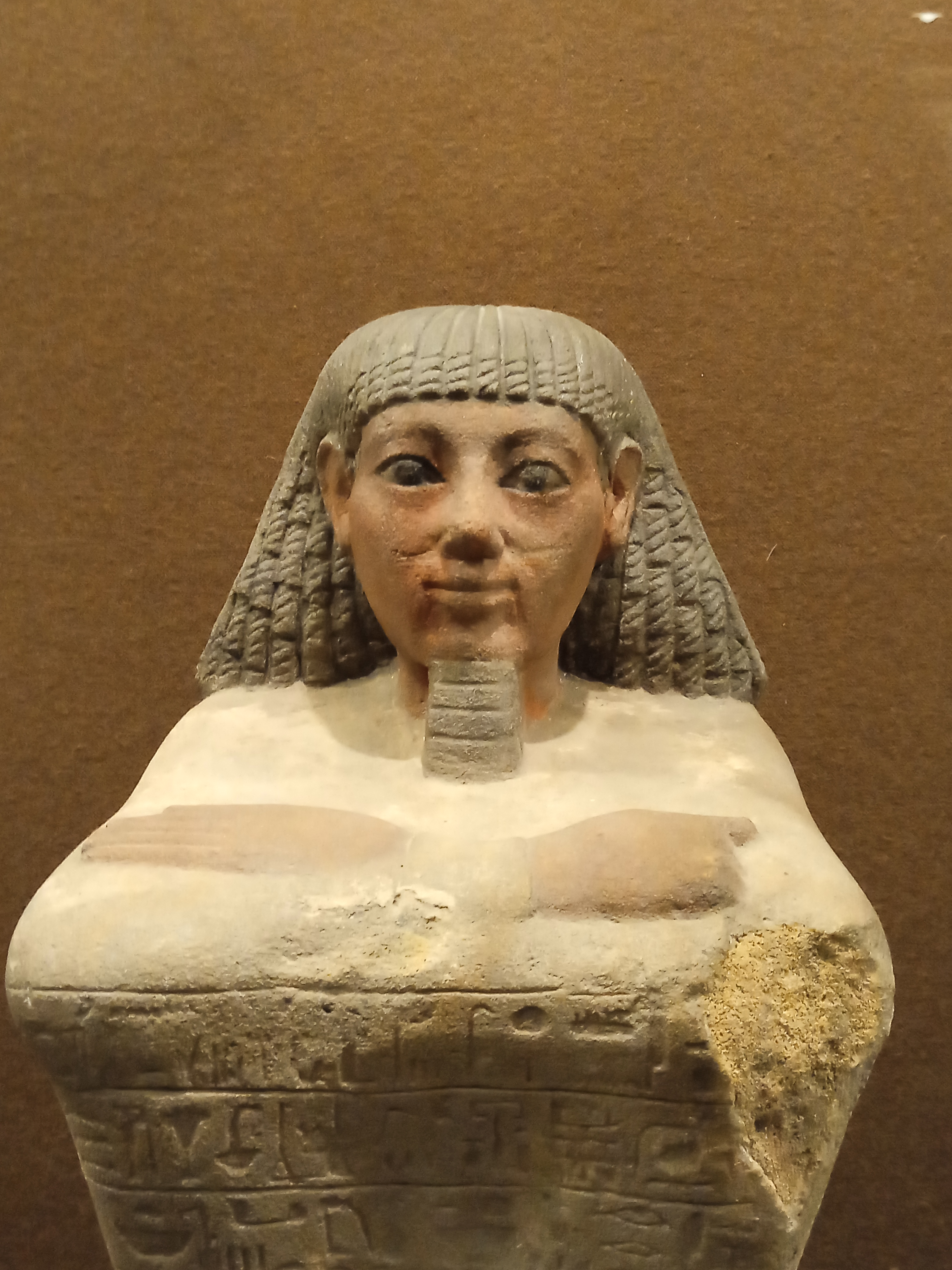
Анфас
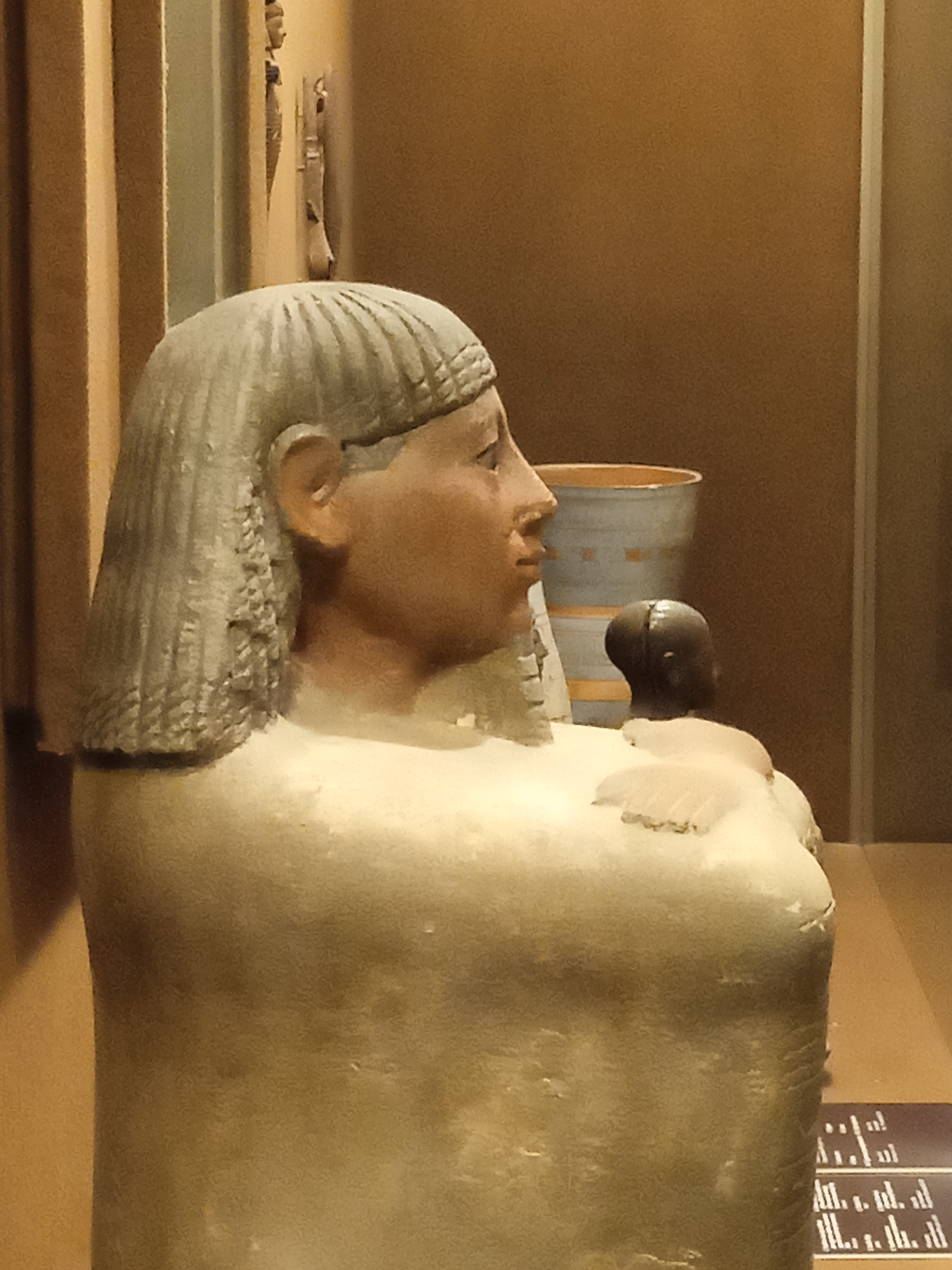
Профиль
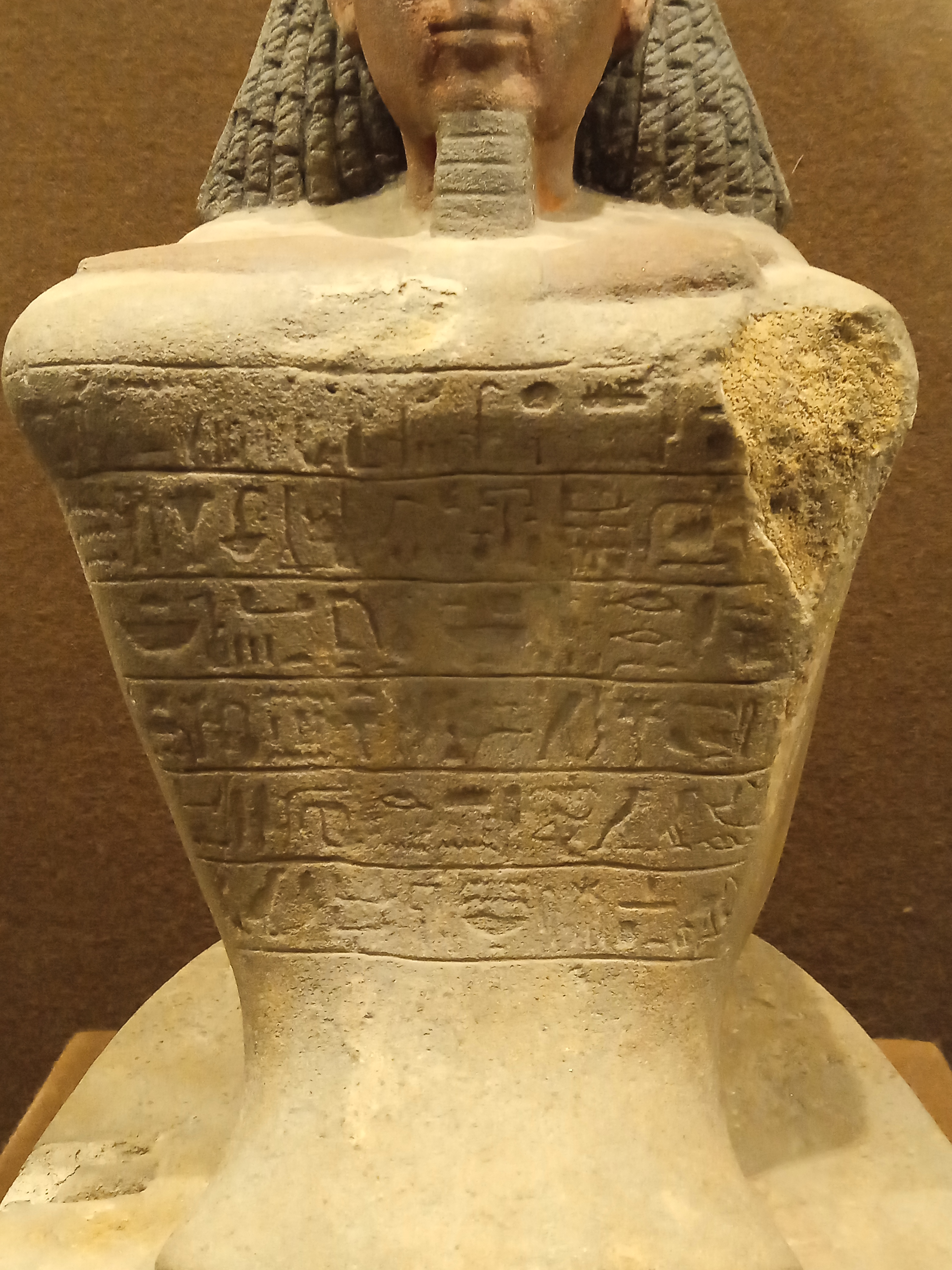
Иероглифическая надпись